# Inga vallensis
Inga vallensis är en ärtväxtart som beskrevs av T.S.Elias. Inga vallensis ingår i släktet Inga och familjen ärtväxter. Inga underarter finns listade i Catalogue of Life.